# Walter Trout
Walter Trout (født 6. marts 1951 i Ocean City, New Jersey) er en sanger og blues-guitarist, som også gør afstikkere til hård rock, samt fungerer som sanger og sangskriver. Trout er gift med danske Marie Trout (født Brændgaard) og parret har tre børn og er bosat i Californien. I marts 2014 blev det offentliggjort, at han var alvorligt syg og skulle gennemgå en levertransplantation, som fandt sted den 28. maj 2014. Operationen blev gennemført og med succes, således at Trout allerede i 2015 kunne genoptage den musikalske karriere. Han indledte således en Europaturné i Frederikshavn 7. november 2015.

## Walter Trout som ung
Walter Trout startede sin musikalske løbebane med at spille trompet i skoleorkesteret, men i 1965 lærte han at spille guitar. Han fik mindre jobs i lokale orkestre, inden han i 1974 valgte at flytte til Los Angeles, hvor han bl.a. var 2. guitarist i bands, ledet af John Lee Hooker og Joe Tex. Han har i et interview fra 1999 afsløret, at han på dette tidspunkt både tog stoffer og store mængder alkohol.
Walter Trout spillede imidlertid tilstrækkeligt godt til, at han i 1981 blev inviteret til at spille guitar i blues/rock bandet Canned Heat. Hans præstationer her medvirkede til, at han fik en invitation til at spille med John Mayall's Bluesbreakers. Mayall var kendt for at kunne udvikle talenter på guitar til verdensstjerner, blandt mange andre kan Eric Clapton og Jimmy Page nævnes: Med engagementet af Trout fik han for første gang samtidig to lead-guitarister af høj klasse. (Den anden var Coco Montoya.) Bandet gæstede Midtfyns Festival 1986, en begivenhed som blev optaget af Danmarks Radio. Han prøvede efter engagementet hos Mayall for første gang i årevis at være ædru ved en koncert, men først da Carlos Santana på et hotelværelse i Berlin 1987 overbeviste ham om, at han var ved at forspilde en yderst lovende karriere, besluttede han at blive ”ren”. 

## Den danske forbindelse
Det var en tilfældighed, der blev starten på solokarrieren. John Mayall var engageret til et arrangement i Aalborg, men da han fik et ildebefindende, trådte Walter Trout i stedet som midlertidig leder af Bluesbreakers. Selv husker han episoden således: ” Første gang, jeg skulle spille i Danmark, var på Skråen i Aalborg sammen med John Mayall. Han blev desværre syg, så jeg måtte optræde alene. Det så en dansk manager og en fyr fra et pladeselskab, så efterfølgende fik jeg aftalt en pladeindspilning og en turné. Så min solokarriere begyndte på dansk jord”.. Det gik så overraskende godt, at han fik mod på at danne sit eget Band. Et af de første engagementer var på Midtfyns Festival 1989, hvor han bl.a. spillede en ca. 10 minutter lang version af Jimi Hendrix’ Red House med stor energi, som kan opleves på hans første album.

## Walter Trout som orkesterleder
Midtfyns Festival 1989 blev den egentlige start på karrieren som orkesterleder. Tre af skæringerne på hans første soloalbum, Life In The Jungle, blev optaget Live på Midtfyn, heriblandt Red House. I Danmark mødte han også sin hustru, Marie, og de følgende syv år opholdt han sig her i lange perioder, ligesom han turnerede flittigt her med Walter Trout Band. Successen bredte sig fra Danmark til det øvrige Europa, og i 1996 var der etableret 14 fanklubber i Europa samt en international sammenslutning af disse.
I 1998 lykkedes det at opnå et mindre gennembrud i USA med CD’ en Walter Trout, og efterfølgende havde han sin første amerikanske turné med sin gruppe, som nu blev kaldt the Free Radicals. Siden da har han fortrinsvis turneret i USA, men er ikke sjældent på besøg i Danmark, hvor han bl.a. var hovednavn på Frederikshavns Blues Festival i 2007 og spillede i Amager Bio 7. oktober 2009.
En alvorlig leversygdom betød, at han måtte opgive at fuldføre en turné i USA i foråret 2014. Han gennemgik en levertransplantation den 28. maj 2014 og blev helt rask:
"Nu, ti måneder efter transplantationen føler jeg mig som et ny menneske. Jeg har styrke og energi. På nogle områder føler jeg mig som 20-årig igen. De seneste par år har jeg spillet (..) mange shows med alvorlige smerter (..) Det er overstået nu! Jeg er i stand til at spille bedre end jeg har gjort i flere år. Jeg føler mig genfødt."
Trout kunne allerede i 2015 genoptage den musikalske karriere. Han indledte en Europaturné i Frederikshavn 7. november 2015, hvor hans søn Jon Trout medvirkede på flere numre. Han spillede også i Amager Bio den 11. november 2015, hvor han overraskede med en "special guest" til sit sidste ekstranummer. Gæsten var Thijs van Leer fra Focus. Battle Scars fra oktober 2015 er et konceptalbum baseret på hans erindringer om sit sygdomsforløb.

## Walter Trout som sangskriver
Teksterne på hans eget materiale omfatter 3 hovedkategorier: Arketypiske blues -tekster, der handler om at være på farten som musiker, der søger sin identitet, kærlighedserklæringer (nogenlunde ligeligt fordelt på kvinder og på the blues), samt i sjældnere tilfælde socialt indignerede tekster.
Hans sange om livet som turnerende musiker har alle et præg af at være baseret på personlige oplevelser. Titler som "Time for Moving On" fra Tellin’ Stories og "Gotta Leave this Town" fra Go the Distance taler for sig selv.
Kærlighedserklæringerne er meget svingende i kvalitet med "Say Goodbye to the Blues" fra Prisoner of a Dream og "Marie’s Mood" fra Walter Trout som nogle af højdepunkterne. Førstnævnte blev i en hollandsk afstemning om historiens bedste bluessang kåret som den bedste. "She takes more than she gives" og "Motivation of Love" fra Transitition markerer ikke nogen udvikling i hans evne til at skrive denne type sange. "Nobody Moves Me Like You Do" fra The Blues Came Calling er en intens og rørende kærlighedserklæring fra Walter til sin kone.
De socialt indignerede tekster var i begyndelsen af karrieren med eget Band i nogen grad præget af den nedtur, han oplevede på stoffer fra 1977 – 1987, stærkest udtrykt på titelnummeret fra Life in the Jungle, hvor taberne er villige til at begå drab for et enkelt skud. 2009 udgivelsen Unspoiled by Progress indeholder en ny sang, "They Call Us Working Class, but we ain't working anymore", hvor indignationen er slået over i et politisk budskab, hvilket er yderst sjældent i Walter Trouts sange. Hans CD fra 2014 The Blues Came Calling bærer præg af den alvorlige og livstruende leverkræft, han led af under indspilningerne. Flere anmeldere fremhæver, at dette album er en milepæl i Trouts karriere: 
"Walter søger på dette album sin sjæl og blotlægger sin nye hyldest til livet. The blues kommer til sin fulde ret; både som et reflekterende udsagn om sit liv og sin karriere og sit altoverskyggende ønske om at komme tilbage til scenen og gøre det, han mest brændende ønsker."
"Dette er anderledes end andre af Trouts albums. Musikken her er disciplineret, fokuseret og indtrængende. Samtidig er den på ingen måde forceret, og skønt fremførelsen er utrolig tæt, ånder den af liv. Denne musik er ekspressiv, ærlig og kræver, at man finder en stol, hvor man kan sidde og lytte. Dette mesterværk er en opsummering af en livslang læreproces og vil i mange år fremover stå som et eksempel på alt, hvad blues står for."  Tilsvarende positiv omtale findes på en amerikansk site, som er specialister i bluesrock.

## Walter Trout som komponist
Melodierne er især inspireret af genrene blues og amerikansk sydstatsrock, men omfatter også rockballader og folkemusik. Bluesmusikkens 12 – takts ramme udgør en begrænsning i mulighederne for variation, men Walter Trout viser lejlighedsvis, at det er muligt at finde nye veje i denne genre. De rock – inspirerede melodier er fortrinsvis en ramme for hans udfoldelser på guitaren. Flere af balladerne har potentialet til at blive egentlige hits på den internationale scene. Inspirationen fra folkemusikken har en snert af Bob Dylan, fx i "Turn Your Eyes To Heaven" fra The Outsider.

## Walter Trout som fortolker
Han har i løbet af karrieren fortolket klassiske blues – numre som Love in Vain (Robert Johnson), folk – rock klassikeren The Girl form the North Country (Bob Dylan) og Red House (Jimi Hendrix). Fremførelsen byder på væsentlige afvigelser fra originalen i de fleste tilfælde.

## Walter Trout som musiker
Hans vokale arbejde er intenst, men mangler nok den spændvidde i stemmen, som er karakteristisk for mange sorte bluesmusikere. Hans oprindelse i den amerikanske hvide middelklasse har derfor hæmmet hans karriere. Hans stemme fungerer bedst på de rock – inspirerede numre, men han synger altid med en intensitet, som betyder, at de mere stille sange også er værd at lytte til.
Det er dog som guitarist, han er bedst kendt. Han kan, uden at begå fejl, spille lige så hurtige soli som Yngwie Malmsteen, som han dog i lydbillede ligger langt fra. Teknikken minder snarere om Rory Gallaghers, men lyden er mere professionel og soli mere varierede end hos denne.
I de langsomme passager har han – især i starten af karrieren – en sound, der kan lyde som en elektrisk violin. Han giver dog også eksempler på rendyrket blues – guitar. Han benytter sig ikke af specielle effekter, pedaler eller lignende hjælpemidler.

## På turné
Walter Trout er ofte på turné, og hans repertoire med mange lange numre og mange soli indbyder til live–koncerter. Han lægger vægt på at henvende sig direkte til sit publikum med historier om de enkelte sange, og uanset spillestedets størrelse er han mester i at skabe den stemning, som er karakteristisk for små, intime klubber. Flere af hans LP- og CD-udgivelser er optaget live, bl.a. No more Fish Jokes (Skanderborg Festival 1991) og et af de senere udspil Unspoiled by Progress (2009) indeholder også flere live–optagelser. Trout genoptog efter sin sygdomsperiode allerede i sommeren 2015 sine koncertoptrædener i USA. Han indledte en Europaturné i Frederikshavn 7. november 2015, hvorfra han fortsatte en mindre Danmarksturné, som sluttede i Amager Bio den 11. november 2015, hvor han overraskede med en "special guest" til sit sidste ekstranummer. Gæsten var Thijs van Leer fra Focus. Koncerten fik topkarakter i anmeldelserne. Selv om Walter Trout er ubestridt leder af sine bands, giver han plads for solopræstationer, især for keyboardspilleren, som siden 2001 har været Sammy Avila. På 2015-turneen medvirkede hans søn Jon Trout på flere numre.

## Priser
I 2016 fik Walter Trout to Blues Music Awards for "Gonna Live Again" (Song of the Year), og the Rock Blues Album of the Year for Battle Scars.

## Medvirkende musikere
Bassisten Jimmy Trapp var fast medlem af Bandet i perioden 1989-2005 (afgik ved døden 24. august 2005), hvorefter han blev erstattet med Rick Knapp. I februar 2015 blev Knapp afløst af Johnny Griparic.
Walter Trout har benyttet sig af en række forskellige trommeslagere:
- 1989 Joe Yuele og LeRoy Larson
- 1989-1990 Allan Adams
- 1990 Klas Anderhell (på Prisoner of a Dream)
- 1990-1992 Frank Cotinola
- 1992-1996 Bernard Pershey
- 1996 Kevin Austin
- 1996-1997 Rick Elliott
- 1997-2001 Bernard Pershey
- 2001-2002 Kenny Soule
- 2002-2007 Joey Pafumi
- 2008- Michael Leasure

På keyboards har flg. medvirket:
- 1989-1993 Danny "Mongo" Abrams
- 1993-1997 Martin Gerschwitz
- 1997-2001 Paul Kallestad
- 2001 Bill Mason
- 2001- Sammy Avila

## Diskografi CD/LP
Canned Heat med Walter Trout
- The Boogie Assault 1981 Bedrock BEDLP5 CD
- Canned Heat Live in Oz 1981 Mystic Records MYSCD148 CD

John Mayall's Bluesbreakers med Walter Trout 
- Behind The Iron Curtain 1985 Crescendo GNPD 2184 CD
- The Power of the Blues 1987 Charly CD CHARLY 212 Cd
- Life In The Jungle 1987/8 Charly CD BM 4 CD
- Chicago Line 1988 Decal CD CHARLY 202 CD

The Walter Trout Band
- Life In The Jungle 1990 Provogue PRD 70202 CD
- Prisoner of a Dream 1990 Provogue PRD 70262 CD
- Transition 1992 Provogue PRD 70442 CD
- No More Fish Jokes (live) 1992 Provogue PRD 70512 CD
- In Concert at Ohne Filter 1993 Inakustik INAK 6503-1 DVD (udgivet 2001)
- Tellin' Stories 1994 Silvertone ORE CD 530 CD
- Breaking The Rules 1995 Provogue PRD 70762 CD
- Positively Live 1995 Yakkabiz Music Video (udsolgt)
- Positively Beale Street 1997 Provogue PRD 71042 CD
- Walter Trout 1998 Ruf Records 51416 1349 2 CD

Walter Trout and the Free Radicals
- Livin' Every Day 1999 Ruf Records RUF 1035 CD
- Face The Music (Live) 2000 Provogue PRD 7121 2 CD
- Live Trout (Live) 2000 Ruf Records RUF 7 10347 10512 1 CD

Walter Trout and the Radicals
- Go The Distance 2001 Ruf Records RUF 1067 CD
- Relentless 2003 Ruf Records RUF 1083 CD
- Deep Trout 2005 Provogue PRD 7149 2 CD
- Full Circle 2006 Ruf Records RUF 1117 CD
- Vegas Live 2006 Walter Trout Band Fan Club CD

'Walter Trout'
- Hardcore april 2007 Walter Trout CD
- The Outsider Provouge 26. maj 2008 PRD 7245 2
- Unspoiled by Progress 19. april 2009 Executive Producer: Marie Trout [14]

Spor
- 1. They Call Us The Working Class 4:32
- 2. Goin' Down 6:16
- 3. Life In The Jungle 6:39
- 4. Long Tall Sally 5:39
- 5. Jimmy As Yoko 0:20
- 6. Somebody's Acting Like A Child 7:49
- 7. Hey Barney 0:10
- 8. Sweet As A Flower 8:13
- 9. Two Sides To Every Story 4:34
- 10. Finally Gotten Over You 11:38
- 11. Goin' Back Home 3:32
- 12. Marie's Mood 6:02
- 13. She's Out There Somewhere 5:17
- 14. So Afraid Of The Darkness 6:56

- Common Ground 2010
- Blues For The Modern Daze 2012
- Luther's Blues 2013
- The Blues Came Calling 2. juni 2014 -udgivet samtidig med hans officielle biografi.[15]

Spor:
- 1.The Bottom Of The River
- 2.The Blues Came Callin’
- 3.Wastin’ Away
- 4.Take A Little Time
- 5. Tight Shoes
- 6.The Whale
- 7. Willie
- 8.Hard Time
- 9.Mayall’s Piano Boogie
- 10.Born In The City
- 11.The World Is Goin’ Crazy (And So Am I)
- 12.Nobody Moves Me Like You Do

- Battle Scars, oktober 2015
- Alive In Amsterdam 2016
- We're All In This Together 2017
- 'Survivor Blues 2019[16]